# Banshee - La città del male
Banshee - La città del male (Banshee) è una serie televisiva statunitense creata da David Schickler e Jonathan Tropper, trasmessa dall'11 gennaio 2013 al 20 maggio 2016 sulla rete televisiva via cavo Cinemax per un totale di quattro stagioni.
In Italia venne trasmessa dal 10 aprile 2014 al 10 giugno 2016 su Sky Atlantic.

## Trama
Il protagonista è un criminale di cui non si conosce la vera identità che, dopo aver scontato quindici anni di prigione a seguito di un tentativo di rapina finito male, ritorna in libertà.
Immediatamente si mette sulle tracce della sua ex amante e complice, Anastasia, nel mentre però si ritrova braccato dagli uomini del boss criminale che aveva tentato di rapinare, Mr. Rabbit.
Le sue ricerche lo conducono quindi a Banshee, una immaginaria piccola città della Pennsylvania abitata prevalentemente da una popolazione Amish.
Banshee, come viene detto in alcune puntate della serie, è una creatura femminile della mitologia irlandese che porta sfortuna e probabilmente ciò ha ispirato il nome della città, che è rappresentata come una località in apparenza bella, pacifica, ma in realtà abitata da alcune persone orribili, come Kai Proctor, un potente gangster che nasconde le proprie attività criminali dietro la facciata di uomo d'affari e praticamente tiene in pugno la città.
Il protagonista qui rintraccia Anastasia (o "Ana"), che nel frattempo ha cambiato identità ed è nota come Carrie Hopewell, moglie del procuratore distrettuale locale, Gordon Hopewell.
Dopo essersi ritrovato casualmente in uno scontro a fuoco in un bar tra Lucas Hood, il nuovo sceriffo appena arrivato in città, ed un paio di criminali locali al servizio di Kai Proctor, i quali finiscono tutti uccisi, egli decide di rubare l'identità dell'appena defunto sceriffo e rimanere sotto mentite spoglie in città, nel tentativo di convincere l'ex complice Ana a riprendere il rapporto con lui.

## Episodi
| Stagione         | Episodi | Prima TV USA | Prima TV Italia |
| ---------------- | ------- | ------------ | --------------- |
| Prima stagione   | 10      | 2013         | 2014            |
| Seconda stagione | 10      | 2014         | 2015            |
| Terza stagione   | 10      | 2015         | 2015            |
| Quarta stagione  | 8       | 2016         | 2016            |

### Banshee: Origins
Banshee: Origins è una webserie distribuita da Cinemax sul sito web dedicato WelcometoBanshee.com e narra fatti avvenuti prima dell'inizio della trama principale. Ogni webisodio ha una durata variabile tra i 2 e i 5 minuti e solitamente ha per protagonisti uno o due personaggi della serie. Sullo stesso sito è anche possibile sfogliare altro materiale multimediale, legato, per esempio, alla numerologia della fiction.

## Personaggi e interpreti

### Personaggi principali
- Lucas Hood (stagioni 1-4), interpretato da Antony Starr, doppiato da Alessio Cigliano.
Dopo aver passato quindici anni in prigione per il furto di alcuni diamanti, un uomo di cui non si conosce la vera identità decide di andare alla ricerca della sua amata, Anastasia, la sua complice, la quale aveva tenuto con sé i diamanti. La donna, ormai, vive nella città di Banshee col nome di Carrie Hopewell con il marito Gordon e i figli Deva e Max. Con l'aiuto del suo amico Job, l'uomo adotta il nome di Lucas Hood, colui che doveva diventare lo sceriffo di Banshee (infatti il vero Hood, all'insaputa di tutti, è morto), per prendere i diamanti che lui e Carrie avevano rubato in passato. Cercherà diverse volte di arricchirsi tramite dei furti, specialmente dopo aver scoperto che i diamanti che rubò erano falsi, ma nonostante tutto diventerà un bravo sceriffo, opponendosi al boss criminale locale, Kai Proctor. In realtà Lucas è il padre biologico di Deva. I suoi genitori si chiamavano Catherine e Danny, quest'ultimo picchiava sempre la moglie, quindi Lucas per proteggerla uccise il padre. Prima di essere un criminale, era un soldato, lavorò pure per un'unità dei servizi segreti, ma si vide costretto ad abbandonarla quando il capo dell'unità, Dalton, decise di ucciderlo. Nel corso delle stagioni avrà altre relazioni fugaci con Rebecca, nipote e erede designata di Proctor, Nola sorella del leader dei pellerossa della riserva di Banshee e Veronica un agente dell'FBI e una relazione d'amore vero con la collega Siobhan.  Nel finale della seconda stagione lui e i suoi amici uccideranno gli uomini di Rabbit, quest'ultimo si toglierà la vita, e quindi Lucas sarà libero. Siobhan, morirà per mano di Chayton, che Lucas ucciderà vendicandola. Insieme a Carrie, Sugar e Job ruberà il denaro della base militare di Camp Genoa, ma Job verrà catturato, Lucas proverà a cercarlo chiedendo informazioni al suo ex superiore, Dalton, che poi ucciderà. Trovato Job lo salverà pagando il riscatto con il denaro di Camp Genoa, inoltre lascerà il suo lavoro di sceriffo. Nella quarta stagione da alcuni flashback si scopre che seppur per un breve periodo aveva ripreso la sua relazione con Rebecca, che resta incinta, dopo aver scoperto che a uccidere Rebecca, la nipote di Kai, è stato Burton lo batte in un corpo a corpo lasciando a Kai il compito di ucciderlo. Lascia Banshee, dopo aver salutato Brock e Carrie.
- Carrie Hopewell (stagioni 1-4), interpretata da Ivana Miličević, doppiata da Alessandra Korompay.
Il suo vero nome è Anastasia, è la figlia del boss mafioso ucraino Rabbit. Orfana di madre, è stata cresciuta dal padre, dopo aver conosciuto Lucas si innamora di lui e decide di scappare via da Rabbit insieme al suo amato, rubando dei diamanti, ma Lucas viene arrestato, e lei scappa da sola. Adottando il nome di Carrie, si trasferisce a Banshee dove incontra Gordon Hopewell, i due si sposano e hanno due figli, Deva e Max, anche se la figlia in realtà l'ha avuta con Lucas. Nonostante ami suo marito, è ancora presa da Lucas, anche se all'inizio non era per niente contenta del fatto che lui l'avesse seguita a Banshee. Lei scappa da suo padre, che le dà la caccia, fino alla conclusione della seconda stagione, in cui lui muore. Purtroppo i suoi segreti vengono a galla, Gordon e Deva scoprono chi è lei in realtà, e questo creerà solo problemi per l'equilibrio familiare. Dopo la morte di Gordon cercherà di onorare la memoria di suo marito dichiarando guerra a Kai Proctor, mettendolo contro il cartello colombiano. Nell'episodio finale Lucas lascerà Banshee salutandola, le propone anche di venire via con lui, ma Carrie decide di rimanere a Banshee e prendersi cura di Max, quindi lei e Lucas si salutano da buoni amici.
- Kai Proctor (stagioni 1-4), interpretato da Ulrich Thomsen, doppiato da Stefano Benassi.
È il boss criminale più pericoloso di Banshee, un tempo era un amish, ma a causa dei suoi modi ribelli viene scomunicato dalla sua gente all'età di diciannove anni. Inizia così la sua carriera criminale, per poi passare al crimine organizzato, alla luce del sole sembra un benefattore per la città, non è mai stato incriminato per insufficienza di prove. Nonostante sia un crudele criminale, alle volte dimostra di avere un controverso senso della morale. Ha un complicato rapporto di inimicizia e rispetto nei confronti di Lucas, il primo che è riuscito a mettere in difficoltà lui e il suo impero del crimine. Nel corso delle stagioni i due si salvano la vita infinite volte reciprocamente. In seguito alla morte di Gordon diventerà lui il sindaco di Banshee. A causa di Carrie, Job e Brock, che mandano a monte un suo affare con i colombiani, questi decidono di ucciderlo, finisce con dolore il suo guardaspalle Burton reo di aver trucidato Rebecca, la serie termina con Kai impegnato in un conflitto a fuoco coi colombiani da cui probabilmente non uscirà vivo.
- Sugar Bates (stagioni 1-4), interpretato da Frankie Faison, doppiato da Gerolamo Alchieri.
Gestisce un bar a Banshee, tempo addietro era un pugile. Lui e Lucas diventano subito amici, infatti è uno dei pochi che conosce il suo segreto. Insieme a Lucas e Job, si dà a delle attività criminali, è un uomo saggio, inoltre lui e Kai si conoscono da diverso tempo, infatti sembra che Kai provi un certo rispetto per lui. Col tempo stringerà un buon rapporto di amicizia anche con Job e Carrie
- Job (stagioni 1-4), interpretato da Hoon Lee, doppiato da Nanni Baldini.
È un amico di vecchia data di Lucas e Carrie, nonostante i diverbi con Lucas sembra tenere abbastanza a lui, tanto da aiutarlo ogni volta che ha bisogno del suo aiuto. Tutti lo chiamano "Job", ma nessuno conosce il suo vero nome. Gestisce un locale che però si vede costretto a distruggere, nel primo episodio, per sfuggire a Rabbit. Job in seguito si trasferisce a Banshee e spesso aiuta Lucas sia nelle sue attività criminali, che nelle sue mansioni da sceriffo. Va attribuito a lui il merito per aver dato a Lucas la sua falsa identità, infatti è un genio dei computer, ed è un grande hacker, ricercato anche dalla CIA, capace di violare anche computer governativi. Inoltre, dal punto di vista della capacità combattive e nell'uso delle armi da fuoco, non ha nulla da invidiare a Lucas e Carrie. Il più delle volte si traveste da donna. Lui e Lucas si sono conosciuti quando quest'ultimo era un soldato, si videro costretti a scappare quando il superiore di Lucas, decise di uccidere sia lui che Job, dopo che l'hacker si era immischiato in qualche affare losco con lui. È implicito che sia l'unico a conoscere il vero nome di Lucas.
- Gordon Hopewell (stagioni 1-3, guest star stagione 4), interpretato da Rus Blackwell, doppiato da Alberto Angrisano.
Procuratore distrettuale di Banshee, è il marito di Carrie, nonché padre di Max e patrigno di Deva, scoprirà solo in un secondo momento che il vero padre di Deva è in realtà Lucas, Carrie infatti rimase incinta di Deva prima di conoscere Gordon. Alla fine scoprirà tutti i segreti che Carrie gli nascondeva, ciò porta l'uomo ad affrontare un momento di depressione, inoltre lui e Carrie si lasciano. Un tempo era un soldato, reduce della guerra in Iraq. Otterrà il seggio di sindaco della città. Nella terza stagione Gordon, dopo aver affrontato uno spirale di autodistruzione tra alcolici e prostitute, decide di rimettersi in sesto, inoltre lui e Carrie si riavvicineranno. Quando Carrie viene rapita dal colonnello Douglas Stowe, lui e Lucas la salveranno, facendo irruzione nella base militare di Stowe, dando inizio a un conflitto a fuoco contro i suoi soldati, purtroppo Gordon muore durante il conflitto per via di una ferita d'arma da fuoco, morendo tra le braccia della sua amata Carrie.
- Brock Lotus (stagioni 1-4), interpretato da Matt Servitto, doppiato da Pasquale Anselmo.
Vice sceriffo di Banshee, non va molto d'accordo con Lucas per via del fatto che ha ottenuto la promozione al suo posto, e anche per il suo modo di operare la legge, in realtà lo ammira e alla fine riconoscerà che purtroppo per ottenere giustizia i metodi di Lucas sono l'unica via, quindi si renderà conto delle grosse capacità del suo capo. Ha sempre dato tutto se stesso nel suo lavoro, e nonostante Banshee sia una città pericolosa, lui crede ferventemente nella giustizia e nella legge, anche se ricorrerà a metodi più estremi per dare la caccia, e uccidere, Hondo e Chayton, dopo che si erano macchiati rispettivamente delle morti di Emmett e Siobhan. Quando Lucas darà le dimissioni, nel finale della terza stagione, Brock prenderà il suo posto diventando il nuovo sceriffo di Banshee, e durante la quarta stagione Lucas gli rivelerà di essere un ex galeotto e che inizialmente si era fermato a Banshee per star vicino a Carrie/Anastasia e Deva, ma dopo essendo solo si era reso conto che il suo staff di vice sceriffi erano la sua unica famiglia e che imporre la giustizia a modo suo era diventato un suo dovere.
- Emmett Yawners (stagioni 1-2), interpretato da Demetrius Grosse, doppiato da Stefano Alessandroni.
Agente del dipartimento dello sceriffo, è sposato, inoltre ha dei forti valori religiosi. Sua moglie, Meg, rimane incinta, ma finisce con l'abortire quando viene aggredita da dei delinquenti razzisti, che non vedevano di buon occhio il fatto che aspettasse un bambino da un uomo di colore. Emmett perde completamente il controllo, e dopo aver restituito il distintivo, decide di andarsene da Banshee con sua moglie. Proprio quando i due avevano oltrepassato il confine, la strada di Emmett e Meg viene sbarrata da Hondo, uno dei criminali appartenente al gruppo razzista, che li uccide con dei colpi d'arma da fuoco.
- Siobhan Kelly (stagioni 1-3, guest star stagione 4), interpretata da Trieste Kelly Dunn, doppiata da Federica De Bortoli.
Giovane agente del dipartimento dello sceriffo, è un'idealista che crede nel valore del suo lavoro. Lei e Lucas finiranno a letto insieme, i due col tempo matureranno un forte sentimento amoroso, infatti intraprenderanno una relazione. Il suo ex marito è un uomo violento e pericoloso. Nella terza stagione scoprirà il segreto di Lucas sulla sua falsa identità e, nonostante la delusione, capirà di amarlo ugualmente, inoltre Lucas le offre la possibilità di scappare via con lui da Banshee. Quando Chayton e i suoi uomini fanno incursione nel dipartimento dello sceriffo, Siobhan viene uccisa dallo stesso Chayton, il quale le spezza l'osso del collo, provocando la rabbia e la collera di Lucas, quest'ultimo ucciderà Chayton vendicandola.
- Deva Hopewell (stagioni 1-4), interpretata da Ryann Shane, doppiata da Emanuela Ionica.
È la figlia di Carrie e Gordon, e sorella maggiore di Max. Inizialmente era una ragazza ribelle e trasgressiva, ma la morte del suo fidanzato Reed la farà diventare una ragazza più responsabile. In realtà Deva è la figlia di Lucas, vuole molto bene a Max ed è molto protettiva con lui. Quando il segreto di Carrie, sulla sua falsa identità, verrà a galla, la sua famiglia ne uscirà distrutta, specialmente Deva, la quale sfogherà la sua tristezza con dei comportamenti autodistruttivi, inoltre scoprirà che Lucas è il suo vero padre. Dopo la morte di Gordon andrà a vivere con i suoi nonni, infine, nell'ultimo episodio, partirà per il college.
- Dan Kendall (stagione 1), interpretato da Daniel Ross Owens, doppiato da Francesco Venditti.
È il sindaco di Banshee, muore nel finale della prima stagione, mentre si trovava in un cantiere edile, dove Kai aveva posizionato dell'esplosivo, che Rebecca poi aziona. La sua è stata infatti una morte accidentale visto che Kai e Rebecca non erano a conoscenza del fatto che Kendall fosse lì. Dopo la sua morte Gordon prende il suo posto come sindaco.
- Rebecca Bowman (stagioni 1-4), interpretata da Lili Simmons, doppiata da Veronica Puccio.
È la nipote di Kai, viene disconosciuta dalla comunità amish a causa dei suoi comportamenti trasgressivi, perciò va a vivere con Kai, il quale la farà entrare nel mondo del crimine. Lei e Lucas avranno una breve storia. La sua relazione con lo zio si evolverà, arrivando a consumare un rapporto incestuoso, Kai è molto geloso di lei. Col tempo diventerà sempre più sadica e spietata, nonché assetata di potere. La ragazza cercherà più volte di mettere le distanze da Kai per trovare più indipendenza, inoltre lei e Lucas torneranno a essere amanti, anche se per poco. Viene rapita e uccisa da Burton, l'assistente di suo zio, il quale le apre la gabbia toracica strappandole il cuore, dato che lui riteneva che il rapporto tra Rebecca e Kai stava lentamente rovinando quest'ultimo. Si apprenderà, in seguito alla sua morte, che Rebecca aspettava un bambino da Lucas
- Mr. Rabbit (stagioni 1-2), interpretato da Ben Cross, doppiato da Mario Cordova.
Rabbit è un pericoloso boss ucraino, padre di Carrie. Quest'ultima dopo essersi innamorata di Lucas, decise di scappare via con lui da suo padre, rubando dei diamanti che Rabbit voleva per sé, ma in realtà i diamanti erano falsi, e Rabbit fece arrestare Lucas, mentre sua figlia scappò via. Dopo quindici anni Lucas esce di prigione e trova Carrie a Banshee, e Rabbit attraverso Lucas ritrova sua figlia. Rabbit giunge a Banshee e cattura Lucas torturandolo, poi Carrie, Job, e Sugar, con l'aiuto degli agenti del dipartimento dello sceriffo, salvano Lucas, poi Carrie spara a suo padre uccidendolo apparentemente. In seguito si scopre che è riuscito a sopravvivere, ma è costretto a vivere su una sedia a rotelle. Rabbit decide di nascondersi dai suoi nemici, ma Job scopre che il criminale si nasconde a New York, nella chiesa di suo fratello. Lucas, Carrie e Job entrano nella chiesa e uccidono gli uomini di Rabbit, quest'ultimo poi, avendo capito che è finita, si toglie la vita con un colpo di pistola.
- Alex Longshadow (guest star stagioni 1 e 3, stagione 2), interpretato da Anthony Ruivivar, doppiato da Luca Mannocci.
È il figlio del capo tribù di un clan di pellerossa che vive a Banshee, i Kinaho, inoltre è un uomo d'affari di successo. Suo padre e Kai sono soci in affari da molto tempo, poi, in seguito alla morte del padre, Alex prende il suo posto come capo tribù. Lui e Kai cercano di aprire insieme un casinò, ma i loro contrasti impediscono ai due di stringere un buon rapporto lavorativo, cosa che sfocia in una vera guerra tra le due controparti. Lucas convince Alex a passargli tutte le informazioni di cui è a conoscenza riguardo agli affari loschi che suo padre aveva messo in piedi con Kai, per sbattere in prigione quest'ultimo. Grazie alle informazioni dategli da Alex, la procura potrà tenere Kai dietro le sbarre per molto tempo, ma la nipote di Kai, Rebecca, si avvicina ad Alex seducendolo, per poi pugnalarlo al collo con una lama, infine la ragazza lo uccide con tre colpi di pistola. Con la morte di Alex i capi d'accusa su Kai cadono, e lui la passa liscia nuovamente.
- Chayton Littlestone (guest star stagioni 2 e 4, stagione 3), interpretato da Geno Segers, doppiato da Massimo Bitossi.
È un membro della tribu Kinaho, è a capo di una banda di pellerossa, i Redbones, i quali si elevano al di sopra della legge. Chayton è un guerriero forte e possente, crede negli antichi valori della tribù, ed è un assassino crudele e spietato. Dopo la morte di Alex decide di prendere il controllo della tribù, inoltre dichiarerà guerra a Kai e al dipartimento dello sceriffo, dato che li considera responsabili delle morti di Nola e di suo fratello minore Tommy. Chayton ucciderà Siobhan, e questo scatenerà la rabbia di Lucas, che deciderà di ucciderlo. Chayton scapperà via da Banshee, nascondendosi a New Orleans, ma Lucas e Brock lo trovano. Alla fine Lucas, fucile alla mano, ucciderà Chayton sparandogli in pieno volto.
- Alison Medding (guest star stagione 2, stagione 3), interpretata da Afton Williamson, doppiata da Emanuela D'Amico.
È l'assistente del procuratore distrettuale, dopo che Gordon ottiene il seggio di sindaco di Banshee, Alison prende il suo posto come procuratore. È una donna onesta e coraggiosa, che crede nel suo lavoro.
- Douglas Stowe (stagione 3), interpretato da Langley Kirkwood, doppiato da Fabrizio Pucci.
È un colonnello dell'esercito, gestisce una base militare vicina a Banshee, Camp Genoa, lui e Carrie diventano amanti. Un tempo lavorava per l'intelligence militare, svolgendo missioni segrete. Lucas scopre che Stowe usa la base per i suoi affari loschi, riciclando denaro sporco, che tiene custodito dentro la sua base. Lucas, Carrie, Job e Sugar, con un piano ben organizzato, fanno irruzione a Camp Genoa e rubano il denaro. Stowe capisce subito che Carrie è coinvolta e la rapisce, insieme a Job e Sugar. Lucas e Gordon, dopo aver fatto incursione a Camp Genoa, li salvano; Stowe prende Carrie in ostaggio puntandole contro la sua pistola, ma Gordon spara alla mano di Stowe, infine Carrie lo uccide accoltellandolo allo stomaco.
- Clay Burton (guest star stagioni 1-3, stagione 4), interpretato da Matthew Rauch, doppiato da Alessandro Budroni.
È il braccio destro di Kai, è un uomo pericoloso e di poche parole, oltre a essere un assassino professionista. È sempre vestito elegantemente, inoltre la sua fedeltà nei confronti di Kai è praticamente assoluta. Sembra che al di fuori di Rebecca, Burton sia l'unica persona di cui Kai si fidi ciecamente. Lucas, dopo aver scoperto che Burton si era macchiato dell'omicidio di Rebecca, per la quale lui nutriva un forte astio, lo affronta sconfiggendolo, infine Kai lo uccide spezzandogli l'osso del collo.
- Kurt Bunker (guest star stagione 3, stagione 4), interpretato da Tom Pelphrey, doppiato da Marco Vivio.
Un tempo faceva parte di un'affiliazione della supremazia bianca di neonazisti, la Confraternita, inoltre il suo corpo è pieno di tatuaggi con molti riferimenti razziali, ma l'unico motivo per cui si unì alla Confraternita era per appartenere a un gruppo, in realtà Kurt è un bravo ragazzo, e non ha pregiudizi. Suo padre era un uomo violento. Dopo la morte di Siobhan diventa un agente del dipartimento dello sceriffo. Suo fratello Calvin è un membro della Confraternita, Kurt è innamorato di sua moglie Maggie con la quale ha una relazione. Aiuterà Carrie nella lotta al crimine contro Kai e la Confraternita, infine, nell'ultimo episodio, ucciderà Calvin.
- Calvin Bunker (guest star stagione 3, stagione 4), interpretato da Chris Coy, doppiato da Paolo Vivio.
È uno dei membri di spicco della Confraternita, diversamente da Kurt lui abbraccia completamente i valori del gruppo, è un uomo crudele e non ha pietà per nessuno, nemmeno per suo fratello, il quale si è apertamente dichiarato come nemico della Confraternita, dopo averla abbandonata. Lui e la Confraternita sono immischiati in molte attività illecite, con la collaborazione di Kai, anche se Calvin odia i suoi atteggiamenti dispotici. È sposato e ha un figlio, anche se sua moglie lo tradisce con Kurt. Dopo aver ucciso il capo della Confraternita, Watts (suo suocero) ne prenderà il comando. Successivamente, però, i suoi confratelli gli volteranno le spalle non ritenendolo meritevole di far parte del gruppo, inoltre, dopo aver scoperto che sua moglie lo tradisce con Kurt, affronta quest'ultimo, ma Kurt uccide suo fratello con tre colpi di pistola al petto.

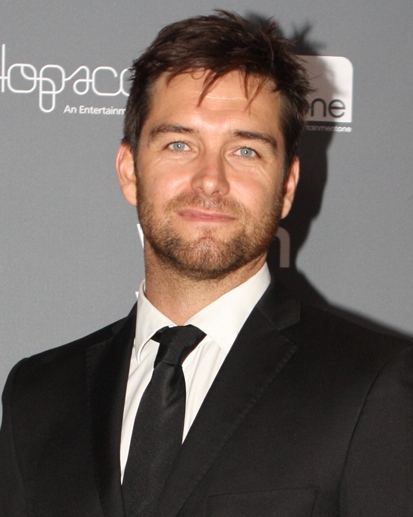
Antony Starr interpreta Lucas Hood.
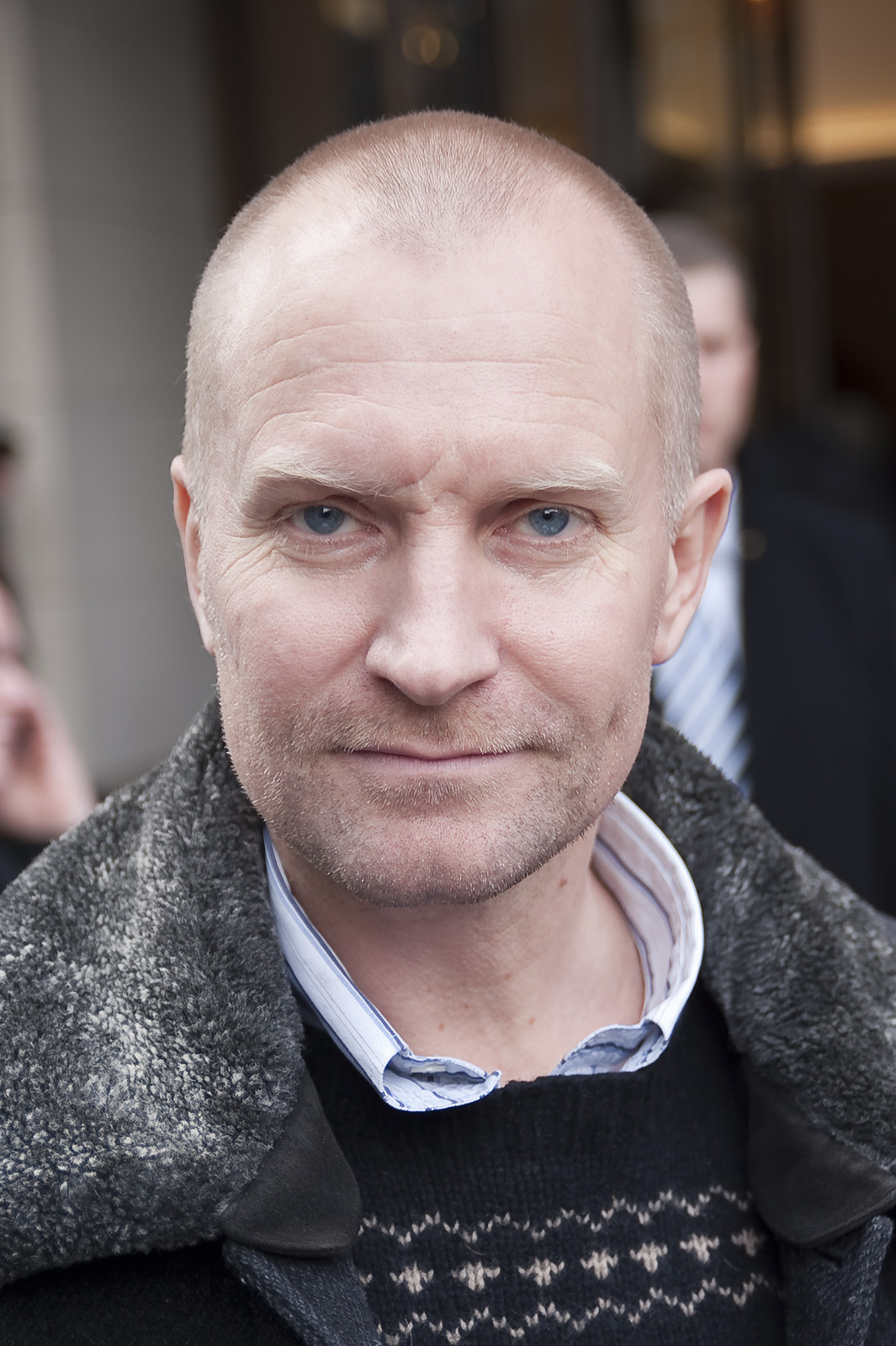
Ulrich Thomsen interpreta Kai Proctor.
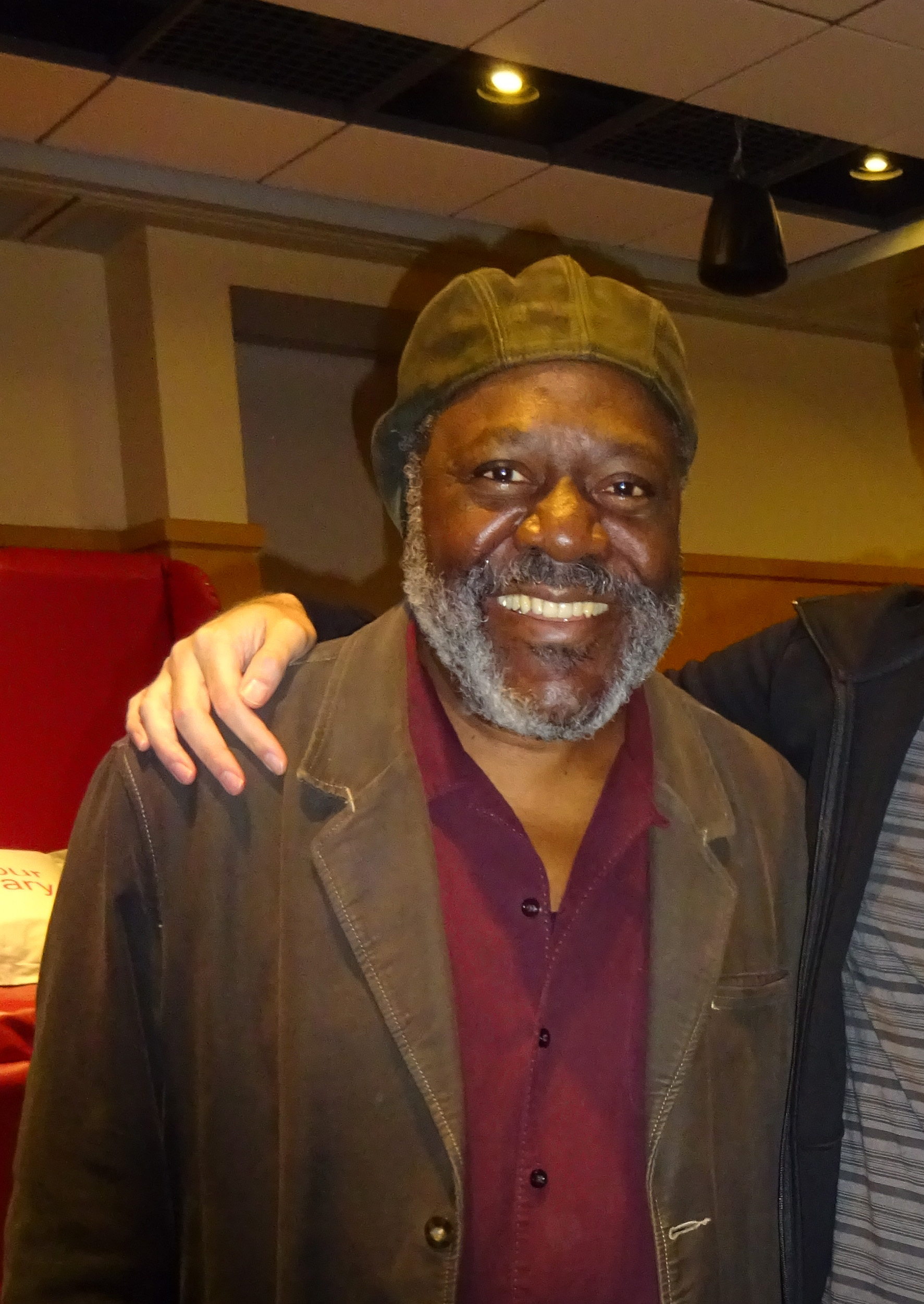
Frankie Faison interpreta Sugar Bates.
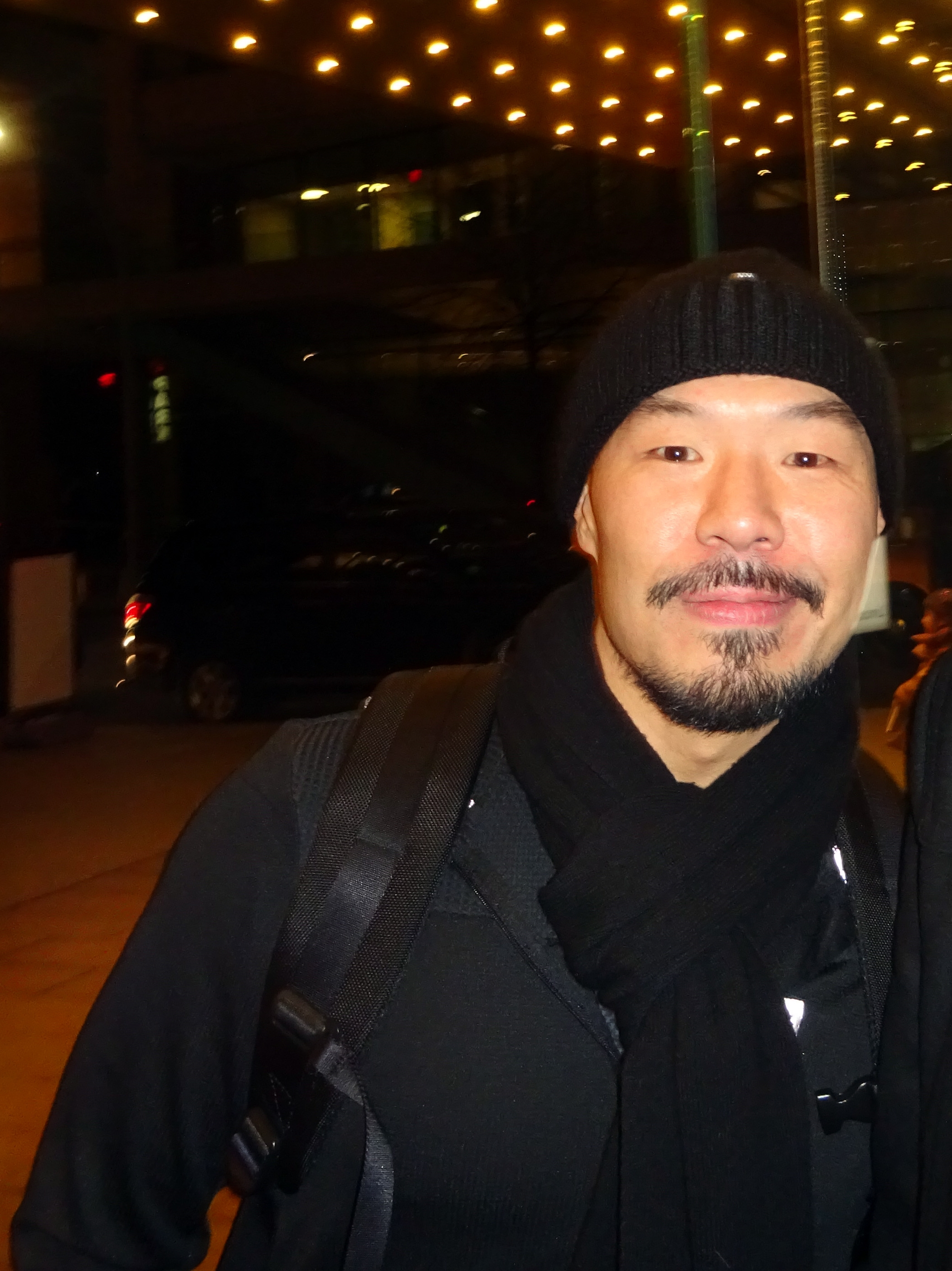
Hoon Lee interpreta Job.
Matt Servitto interpreta Brock Lotus.
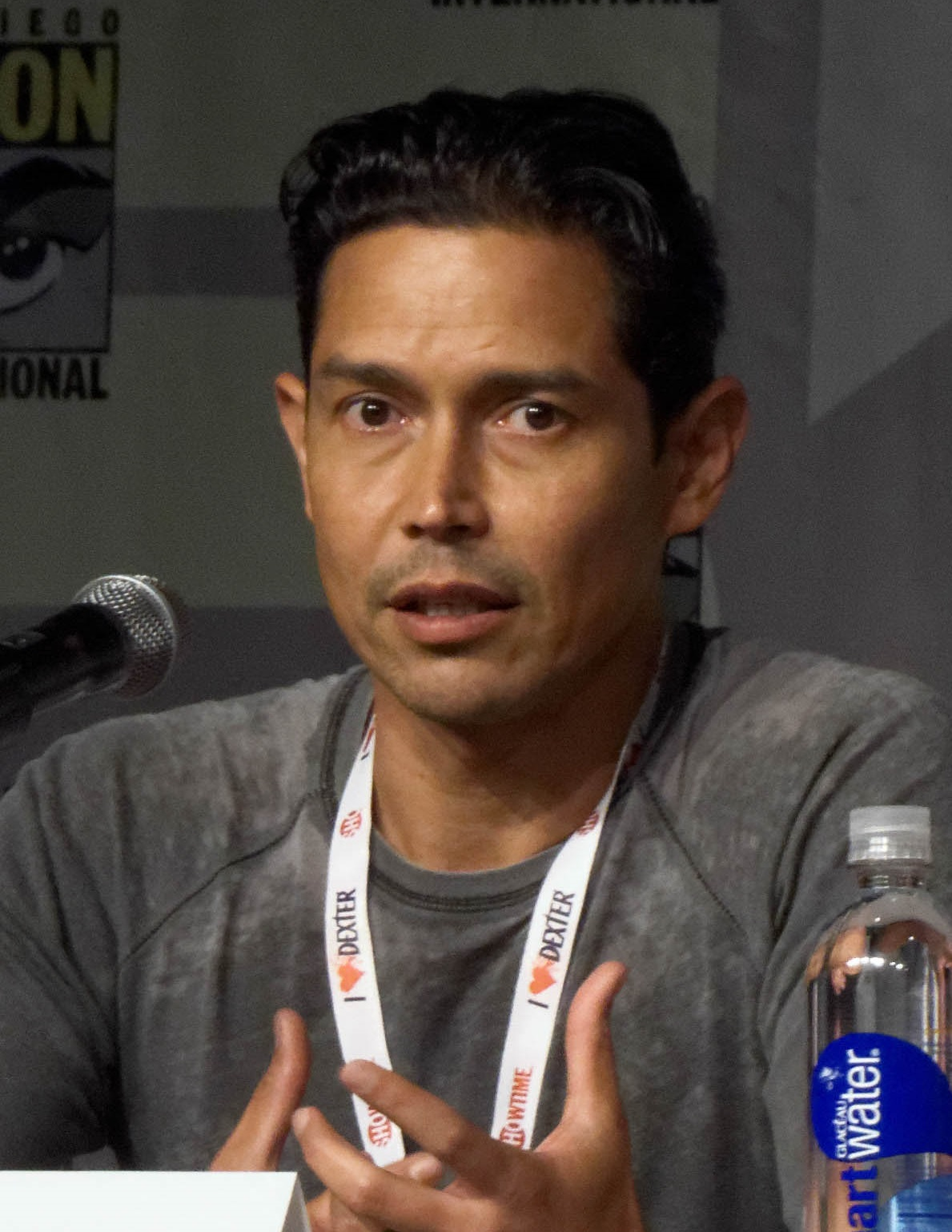
Anthony Ruivivar interpreta Alex Longshadow.
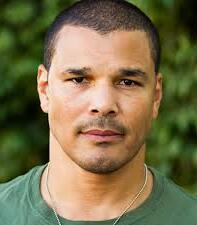
Geno Segers interpreta Chayton Littlestone.

### Personaggi secondari
- Max Hopewell (stagioni 1-3), interpretato da Gabriel Suttle (stagioni 1-2), doppiato da Luca Tesei.
È il figlio di Carrie e Gordon, è un bambino con gravi problemi di salute.
- Alma (stagioni 1-3), interpretata da Deja Dee, doppiata da Giovanna Martinuzzi.
Lavora come impiegata al dipartimento dello sceriffo.
- Beaty (stagione 1-3), interpretata da Chelsea Cardwell, doppiata da Sara Labidi.
È la migliore amica di Deva.
- Nola Longshadow (stagioni 1-3), interpretata da Odette Annable, doppiata da Francesca Manicone.
È la sorella minore di Alex, è una donna fredda e senza scrupoli. Sembra che lei e il padre non andassero molto d'accordo. Lei e Lucas finiscono a letto insieme. Dopo la morte di Alex, la ragazza decide di vendicarsi di Kai e Rebecca, dunque cerca di entrare nella loro villa, ma la strada le viene sbarrata da Burton, il quale, dopo un duro scontro senza esclusione di colpi, le strappa la laringe uccidendola.
- Olek (stagioni 1-2), interpretato da Christos Vasilopoulos, doppiato da Mirko Mazzanti.
Sicario di Rabbit, il suo capo gli ordina di dare la caccia a Lucas e Carrie, quest'ultima (dopo l'arrivo di Olek a Banshee) lo uccide dopo uno scontro all'ultimo sangue.
- Jackson Sperling (stagioni 1-3), interpretato da Robert Treveiler, doppiato da Sergio Lucchetti (stagioni 1-2) e da Alberto Caneva (stagione 3).
È l'avvocato di Kai Proctor, muore nella terza stagione sotto i colpi delle armi da fuoco dei Redbones, mentre si trovava all'interno del dipartimento dello sceriffo di Banshee.
- Albino (stagioni 1-2), interpretato da Joseph Gatt, doppiato da Loris Loddi.
Compare in diversi flashback della serie, era un detenuto che seminava terrore nella prigione in cui Lucas era stato rinchiuso, soffre di un evidente albinismo, da qui lo pseudonimo che gli è stato affibbiato. Rabbit lo aveva assoldato per rendere la vita di Lucas un inferno. Dopo un duro scontro Lucas lo uccide di fronte a tutti gli altri detenuti.
- Dean Xavier (stagioni 1-2), interpretato da Derek Cecil, doppiato da Francesco Pezzulli.
Agente dell'FBI che indaga su Kai, purtroppo le continue intromissioni di Lucas, il quale si è trovato in debito con Kai, gli impediscono di incastrarlo. A causa dei suoi pessimi risultati nell'indagine di Proctor, l'agente Racine manda via Xavier da Banshee.
- Jason Hood (stagione 2), interpretato da Harrison Thomas, doppiato da Alex Polidori.
Jason è il figlio del vero Lucas Hood, quando scopre che un impostore ha preso il posto del padre, decide di non dire niente a nessuno, a condizione che Lucas e Job gli diano una nuova identità per ricominciare da capo, infatti era venuto a Banshee per chiedere aiuto dato che stava scappando a un pericoloso signore del crimine, dopo avergli rubato molti soldi. Jason finisce a letto con Rebecca, quindi suo zio Kai, il quale è molto geloso della nipote, ordina al suo assistente Burton di uccidere il ragazzo davanti agli occhi di Rebecca.
- Jim Racine (stagione 2), interpretato da Željko Ivanek, doppiato da Stefano De Sando.
Agente dell'FBI che si occupa di indagare su Rabbit, giunge a Banshee e manda via il suo collega Xavier dalla città. Conscio che Carrie e Lucas hanno a che fare con Rabbit, decide di chiedere il loro aiuto, ma Racine viene ucciso con un colpo di fucile da una donna assoldata da Rabbit.
- Sharp (stagione 2), interpretato da Joseph Sikora, doppiato da Alessandro Quarta.
È uno dei corrieri di Kai, insieme ai suoi complici Hondo e Curtis. Aggredirà la moglie di Emmett la quale abortirà. Emmett lo picchierà brutalmente e verrà ricoverato in ospedale dove Burton lo ucciderà.
- Hondo (stagioni 2-3), interpretato da Tyson Sullivan, doppiato da Francesco Meoni.
È uno dei corrieri di Kai, lavora insieme ai suoi complici, Sharp e Curtis. È un uomo con forti pregiudizi razziali, lui e i suoi amici aggrediscono la moglie di Emmett, la quale era incinta, e in seguito all'aggressione abortisce. Hondo uccide sia Meg che Emmett. Muore all'inizio della terza stagione, sotto i colpi delle armi da fuoco di Lucas, Brock e Siobhan, i quali gli avevano dato la caccia per vendicare l'ingiusta morte dell'amico.
- Juliet (stagione 2), interpretata da Maya Gilbert, doppiata da Alessia Amendola.
È una spogliarellista, è una madre single, e lavora nello strip club di Kai, quest'ultimo spesso pretende dei favori sessuali da lei. Juliet fornisce a Lucas delle informazioni con le quali sbattere Kai in prigione, ma poi il criminale, capendo che Juliet fa da informatrice a Lucas, manda Burton a ucciderla, ma lui non la trova, dato che Rebecca l'aveva avvertita del pericolo imminente, lasciando a Juliet il tempo necessario per scappare via da Banshee con suo figlio.
- Fat Au (stagioni 2-4), interpretato da Eddie Cooper, doppiato da Roberto Draghetti.
È un trafficante d'armi, amico di Job e Lucas, conobbe quest'ultimo quando era ancora un soldato. È molto fedele all'amicizia che prova nei loro riguardi, infatti li ha aiutati in più di un'occasione.
- Leah Proctor (stagioni 2-3), interpretata da Jennifer Griffin, doppiata da Graziella Polesinanti.
È la madre di Kai, e nonna di Rebecca. Anche lei è un membro della comunità amish, anche se non rispetta particolarmente le loro regole da lei ritenute troppo rigide. Pure Leah, come gli altri membri della comunità amish, non parla più con Kai, ma nonostante tutto gli vuole molto bene, infatti i due sono molto legati. Quando Leah si ammalerà a causa di un cancro al pancreas, Kai la porta a vivere nella sua villa, per prendersi cura di lei in maniera adeguata, inoltre madre e figlio si riavvicineranno molto. A causa delle sue pessime condizioni di salute, Leah muore nel quinto episodio della terza stagione.
- Yulish (stagione 2), interpretato da Julian Sands, doppiato da Marco Fumarola.
È il fratello di Rabbit, nonché zio di Carrie. È un sacerdote, un tempo anche lui è stato sposato con la madre di Carrie. Yulish nasconde suo fratello nella sua chiesa, per proteggerlo dai suoi nemici, ma poi Lucas, Carrie e Job lo trovano e affrontano Yulish e i suoi uomini nella sua chiesa, alla fine Lucas uccide Yulish sparandogli ripetutamente con la sua pistola.
- Billy Raven (stagioni 3-4), interpretato da Chaske Spencer, doppiato da Gianluca Crisafi.
È un agente del dipartimento dello sceriffo di Banshee, ha due figlie, Rachel e Kim. In principio lavorava per la polizia Kinaho, ma dopo aver lasciato il dipartimento la sua comunità lo tratta come un emarginato. Successivamente tornerà a lavorare per la polizia Kinaho diventando sceriffo.
- Aimee King (stagione 3), interpretata da Meaghan Rath, doppiata da Gemma Donati.
È un agente del dipartimento di polizia Kinaho, ex collega di Billy. Un tempo lei e Chayton erano amici, infatti nonostante lui sia un criminale, Aimee non gli farebbe mai del male, ma quando l'uomo uccide Siobhan, dando prova di essere un assassino spietato, Aimee capisce che il suo ex amico è solo un uomo crudele. Quando Chayton scapperà da Banshee, sarà proprio Aimee a dire a Lucas che Chayton si nasconde a New Orleans, permettendogli di ucciderlo.
- Emily Lotus (stagione 3), interpretata da Tanya Clarke, doppiata da Giò Giò Rapattoni.
È l'ex moglie di Brock, i due hanno divorziato per via del fatto che Brock ha sempre messo il suo lavoro di poliziotto prima di lei. È un'infermiera, è lei a prendersi cura della madre di Kai, la quale muore a causa delle sue pessime condizioni di salute. In seguito alla sua morte, Emily e Kai diventano amanti. Il dolore per la morte di Leah, e l'influenza positiva di Emily, spingono Kai a cercare la redenzione, ma poi, capendo che non potrà mai diventare un uomo migliore, decide di chiudere con Emily, per proteggerla dal suo stile di vita fin troppo pericoloso.
- Leo Fitzpatrick (stagioni 3-4), interpretato da Dennis Flanagan, doppiato da Stefano Brusa.
È un mercenario che lavora per il colonnello Stowe a Camp Genoa, è un esperto di informatica ed è un "ammiratore" di Job, infatti ha studiato la sua carriera di hacker. Catturerà Job e lo consegnerà al governo il quale lo farà torturare per venti mesi da dei mercenari, mentre Fitzpatrick inizierà a lavorare come insegnante in un'università. Lucas, Carrie e Fat Au lo troveranno e dopo averlo torturato si faranno dire dove si trova Job, liberandolo pagando un riscatto, anche se poi Fitzpatrick ruberà i soldi del riscatto. Job gli darà la caccia e si riprenderà il denaro, inoltre manometterà i databases governativi facendo credere a tutti che Fitzpatrick è il "vero" Job, così tutti i suoi nemici, sia governativi che criminali, daranno la caccia a Fitzpatrick.
- Robert Dalton (stagioni 3-4), interpretato da David Harbour, doppiato da Andrea Lavagnino.
È a capo di un'unità speciale dei servizi segreti, un tempo Lucas e Job lavoravano per lui. Coinvolto probabilmente in qualche lavoro sporco, con la complicità di Job, decise di uccidere quest'ultimo incaricando Lucas di eliminarlo, anche se poi avrebbe ucciso pure lui per non compromettersi, ma Lucas e Job fuggono da Dalton, riuscendo a nascondersi a lui per anni. Dopo tanti anni Lucas va da lui in cerca di informazioni, non riuscendo però a ricavare nulla di utile da lui, quindi Lucas uccide Dalton sparandogli alla testa.
- Frazier (stagione 3), interpretato da Ron Cephas Jones, doppiato da Paolo Buglioni.
È a capo dei Black Beards, una gang criminale di Philadelphia, con cui Kai da tempo è in affari. I suoi occhi soffrono di cecità. Frazier farà rapire Kai torturandolo, a causa di Rebecca che all'insaputa dello zio ha venduto droga ai Salvadoregni, rivali in affari dei Black Beards. Kai, dopo aver trovato il modo di liberarsi, accecato dalla vendetta, stringerà un'alleanza con Hector Morales, il capo dei Salvadoregni, quindi dopo aver fatto irruzione nel covo dei Black Beards ucciderà tutti i sicari di Frazier con l'aiuto di Burton, Rebecca e Morales, quest'ultimo infine decapiterà Frazier con la katana che Kai gli aveva regalato.
- Maggie Bunker (stagione 4), interpretata da Casey Labow, doppiata da Angela Brusa.
È la moglie di Calvin, suo padre è il capo della Confraternita, ma lei al contrario non condivide i loro valori. Odia suo marito, infatti lei è innamorata di suo fratello Kurt con il quale ha una relazione.
- Nina Cruz (stagione 4), interpretata da Ana Ayora, doppiata da Domitilla D'Amico.
Agente del dipartimento dello sceriffo, è contraddistinta da un carattere freddo, arrogante e spietato. Anche se formalmente è un agente di polizia in realtà lavora seguendo le direttive di Kai Proctor. Quando Carrie, in veste di vigilante, inizierà ad aggredire i criminali che lavorano per Kai, quest'ultimo ordinerà a Cruz di eliminarla, non riuscendo però a portare a termine l'impresa. In seguito al suo fallimento Burton ucciderà Cruz.
- Veronica Dawson (stagione 4), interpretata da Eliza Dushku, doppiata da Ilaria Latini.
Agente della sezione Crimini Violenti dell'FBI con un passato tormentato che la spinge a far uso di sostanze illegali, giunge a Banshee per indagare sulla morte di alcune ragazze uccise dai membri di una setta satanica. Diventerà il nuovo interesse amoroso di Lucas. Rapita dagli assassini delle ragazze, verrà salvata da Hood e Brock ed ucciderà il serial killer.
- Randall Watts (stagione 4), interpretato da Chance Kelly, doppiato da Angelo Maggi.
È il padre di Maggie, nonché suocero di Calvin. Watts è il capo della Confraternita e socio in affari di Kai, nonostante Kurt abbia abbandonato l'affiliazione, Watts lo rispetta ugualmente, al contrario non ha mai ritenuto Calvin degno di una qualunque considerazione, spesso si diverte a insultarlo e a ridicolizzarlo. Suo genero, stufo delle sue manie di grandezza, lo uccide pugnalandolo al collo con un punteruolo rompighiaccio.
- Declan Bode (stagione 4), interpretato da Frederick Weller, doppiato da Emanuele Ruzza.
È un serial killer che terrorizza Banshee, catturando e uccidendo giovani ragazza che "sacrifica" uccidendole, aprendo loro la gabbia toracica e strappando via il cuore. Declan è a capo di un gruppo satanico, sulla fronte ha delle protesi simili a delle corna ed afferma di parlare con Satana. L'agente dell FBI Veronica Dawson arriverà a Banshee per indagare su di lui, ma Declan riuscirà a catturarla, intento a uccidere anche lei come ha fatto con le altre vittime, ma Lucas e Brock la salveranno, infine Veronica sparerà a Declan uccidendolo.
- Emilio Loera (stagione 4), interpretato da Nestor Serrano, doppiato da Eugenio Marinelli.
È un esponente di alto livello del cartello, Kai e la Confraternita cercano di mettersi in affari con lui, mirando a diventare i maggiori fornitori di droga della East Coast. Il giorno della consegna però, Job, Carrie e Brock mandano l'affare a monte, infatti Job e Carrie prendono possesso della droga facendo capire a Loera che Banshee non è il luogo migliore per fare affari, mentre Brock fa saltare in aria la merce. Loera decide di uccidere Kai ritenendolo responsabile di tutto ciò, ma Kai si difende e spara a Loera uccidendolo.

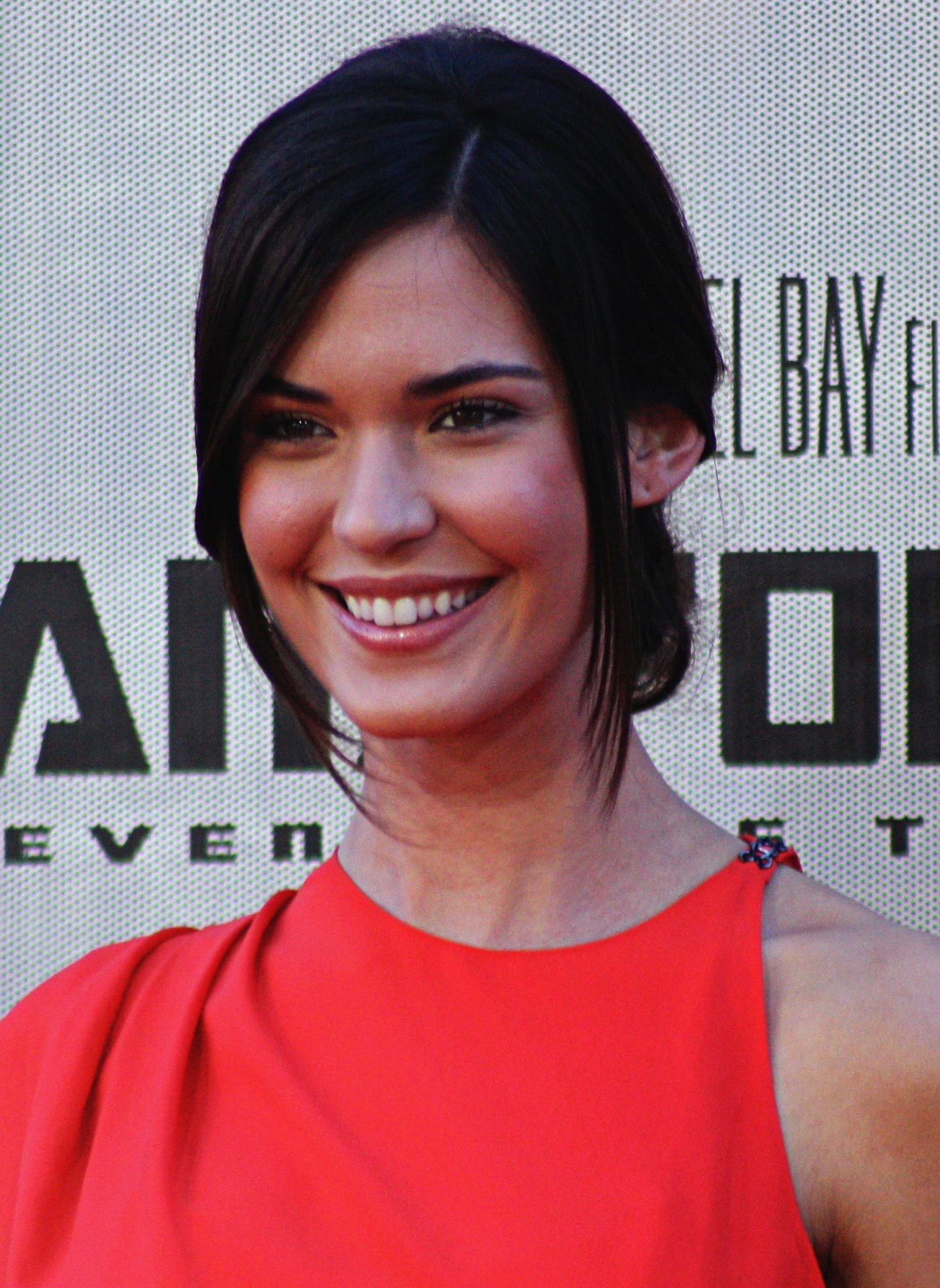
Odette Annable interpreta Nola Longshadow.
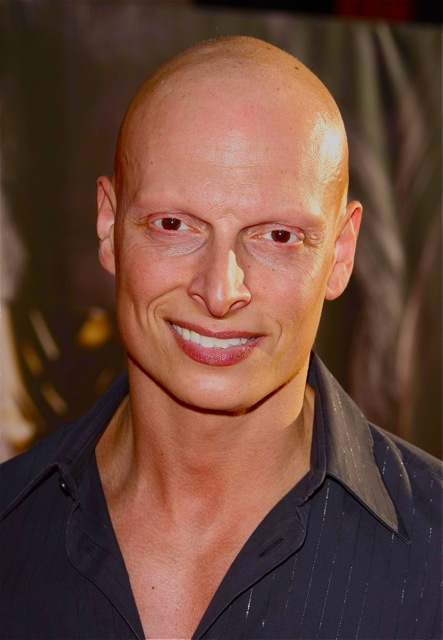
Joseph Gatt interpreta Albino.
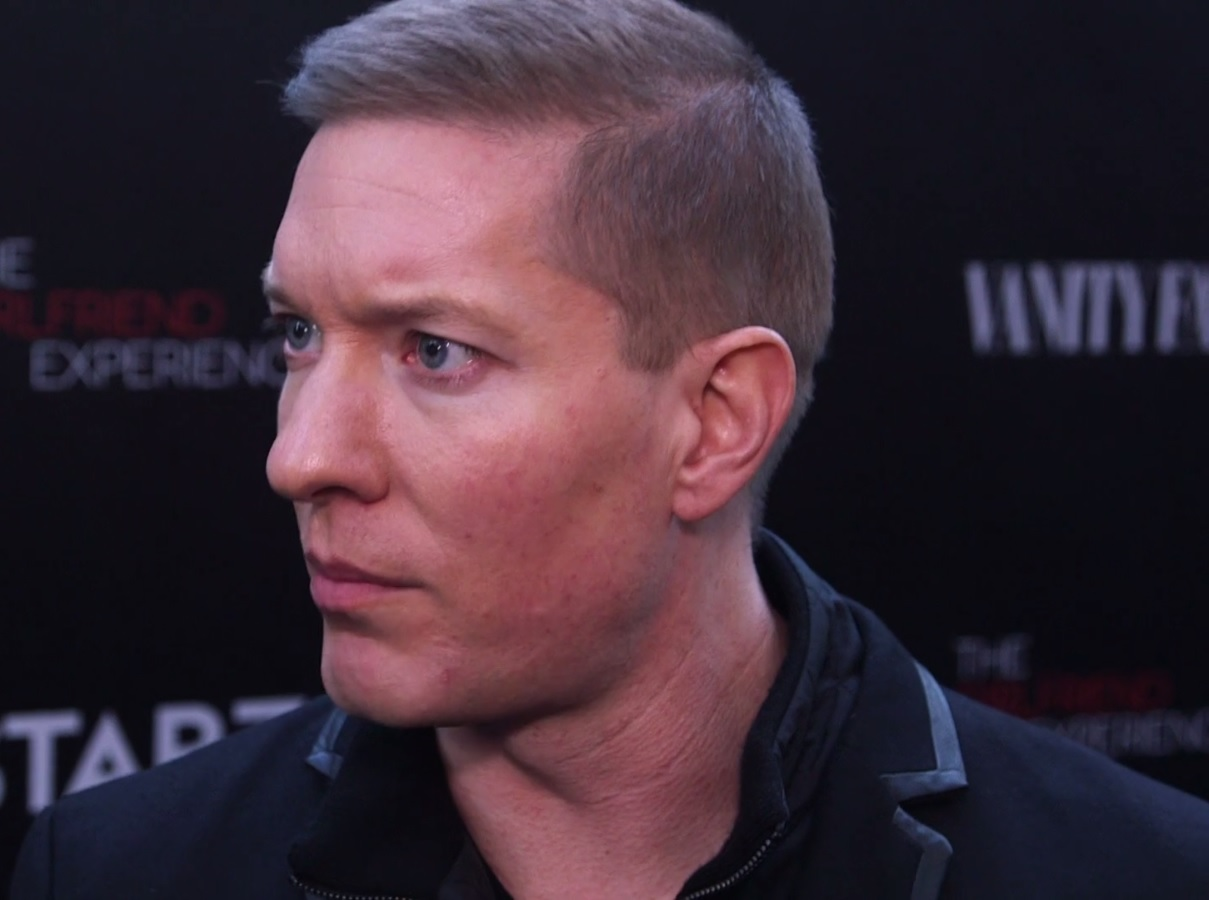
Joseph Sikora interpreta Sharp.
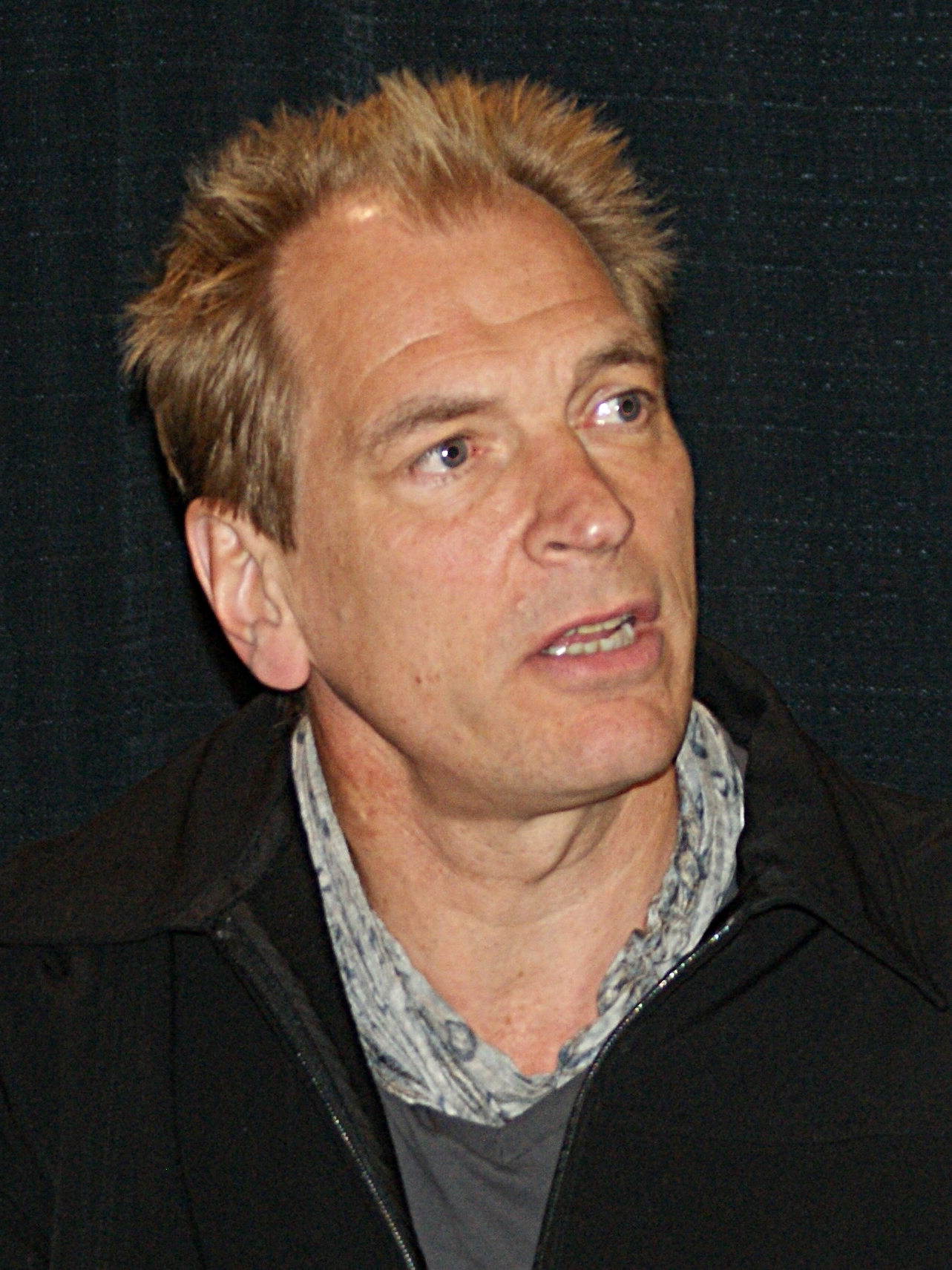
Julian Sands interpreta Yulish.
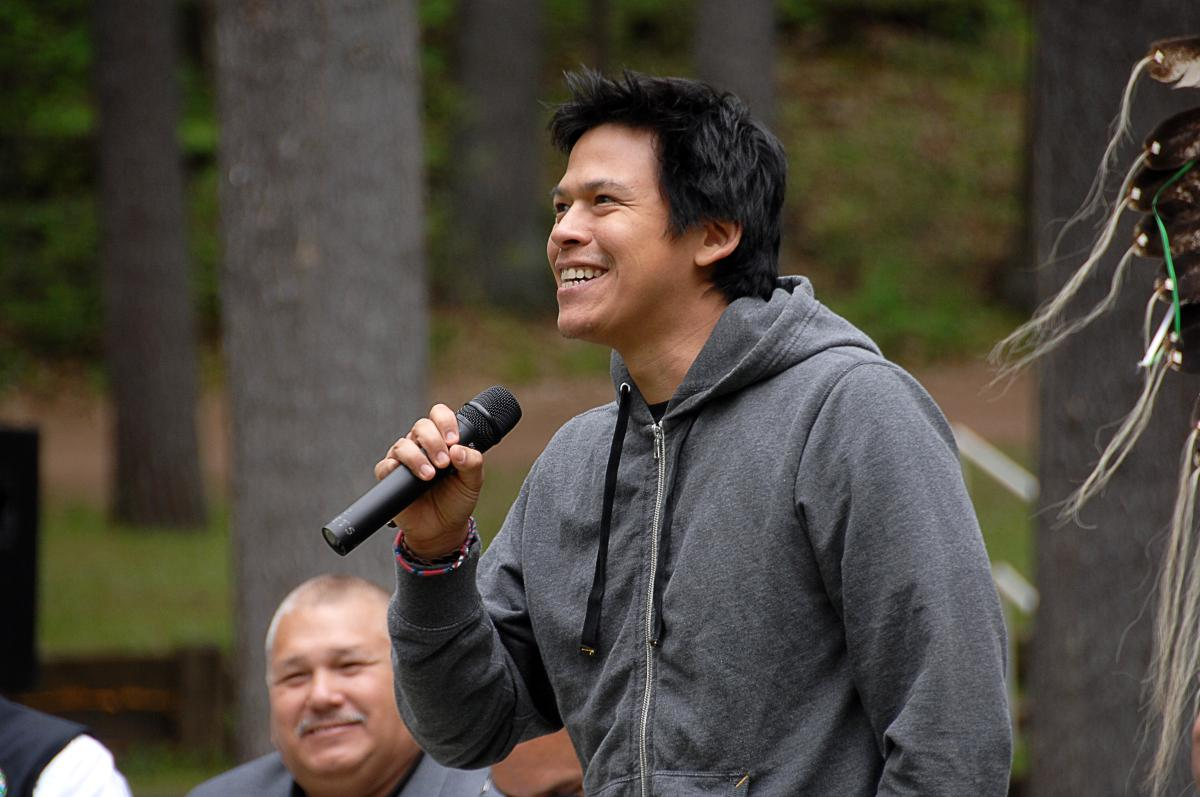
Chaske Spencer interpreta Billy Raven.
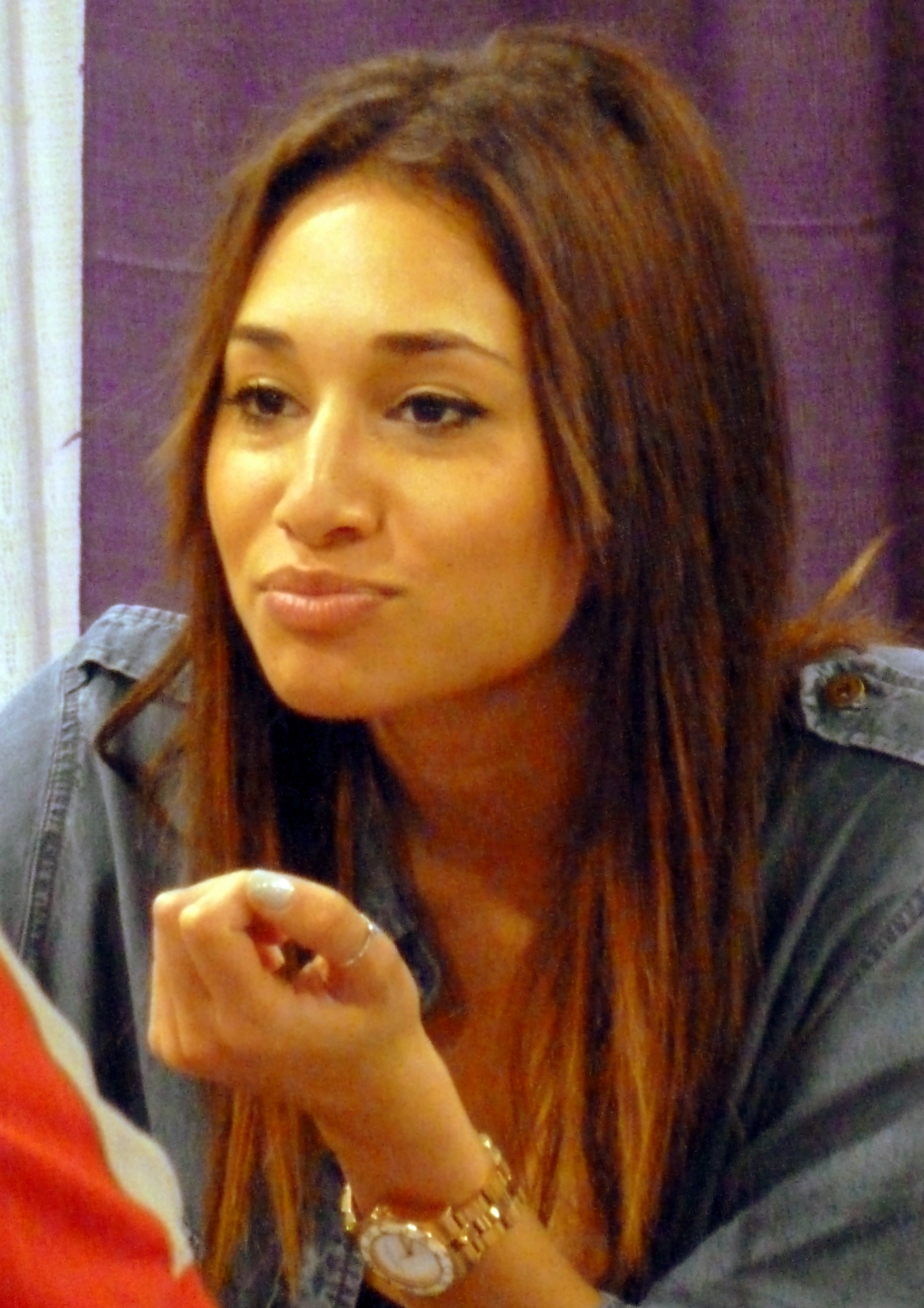
Meaghan Rath interpreta Aimee King.
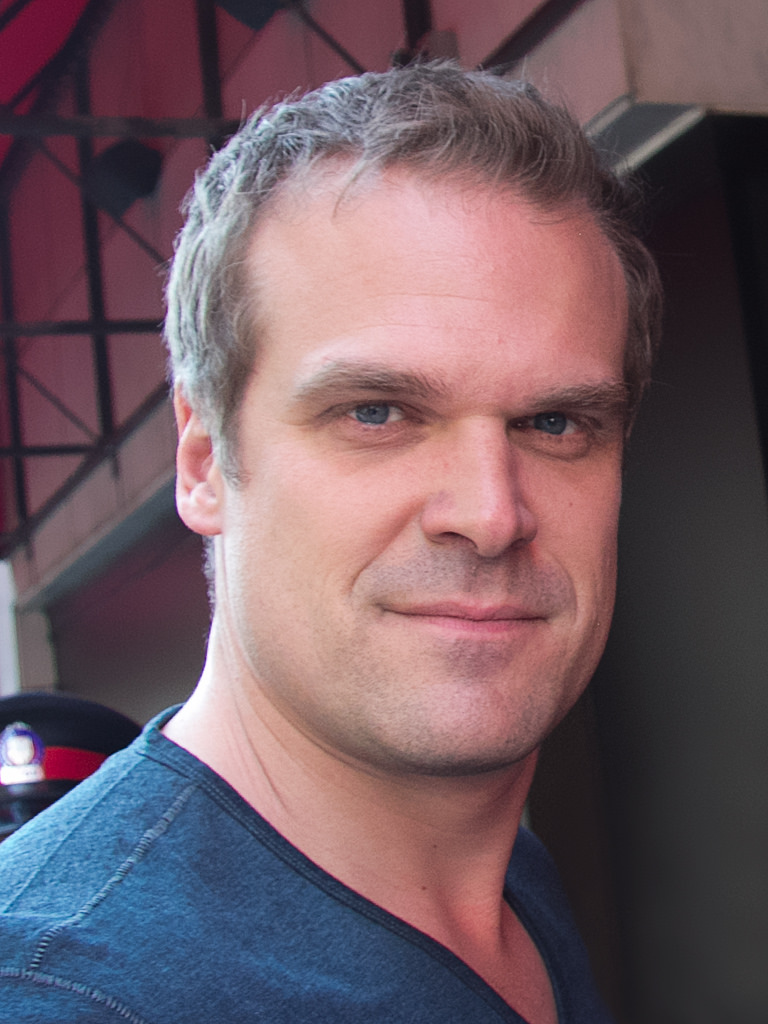
David Harbour interpreta Robert Dalton.
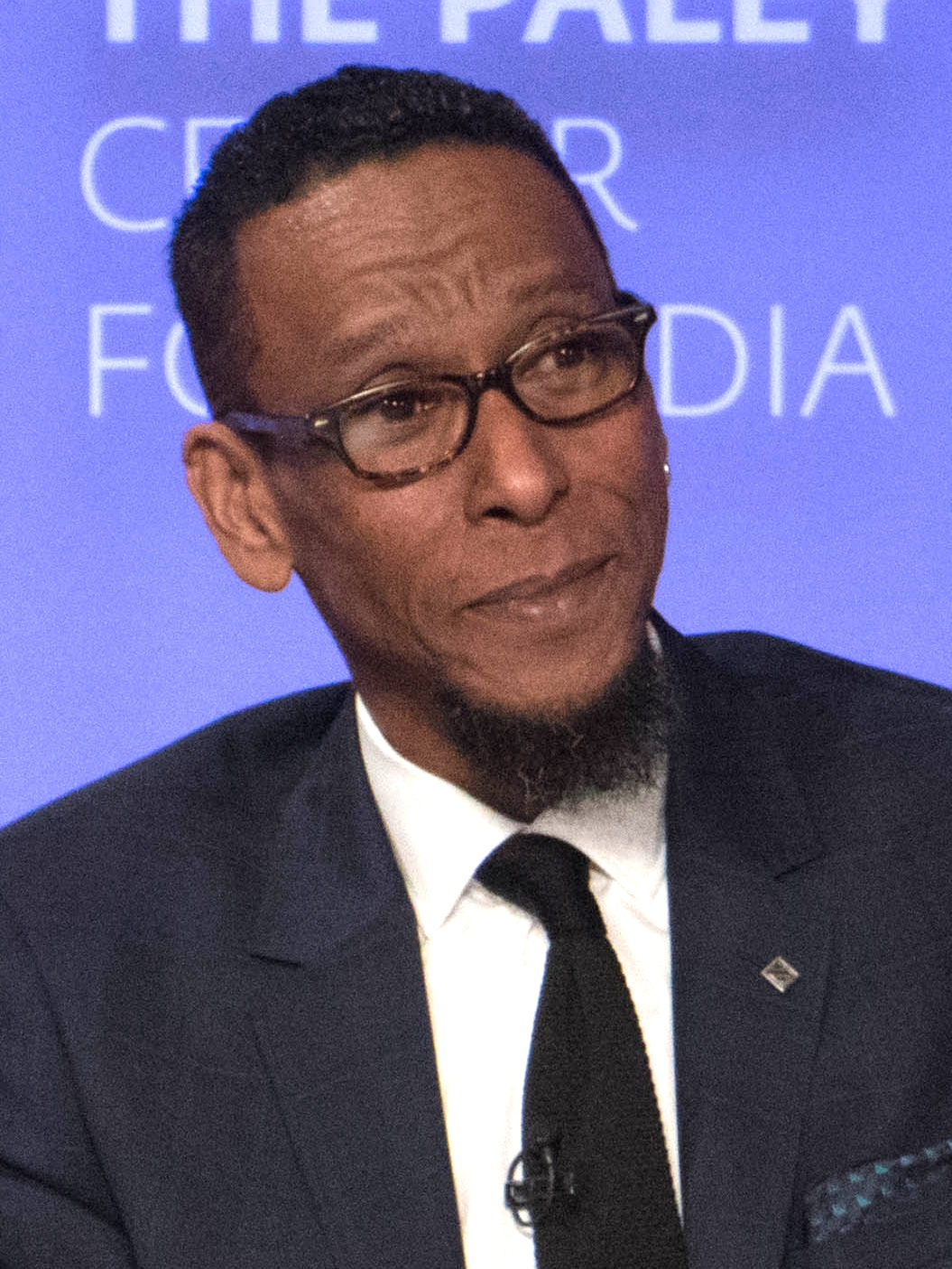
Ron Cephas Jones interpreta Frazier.
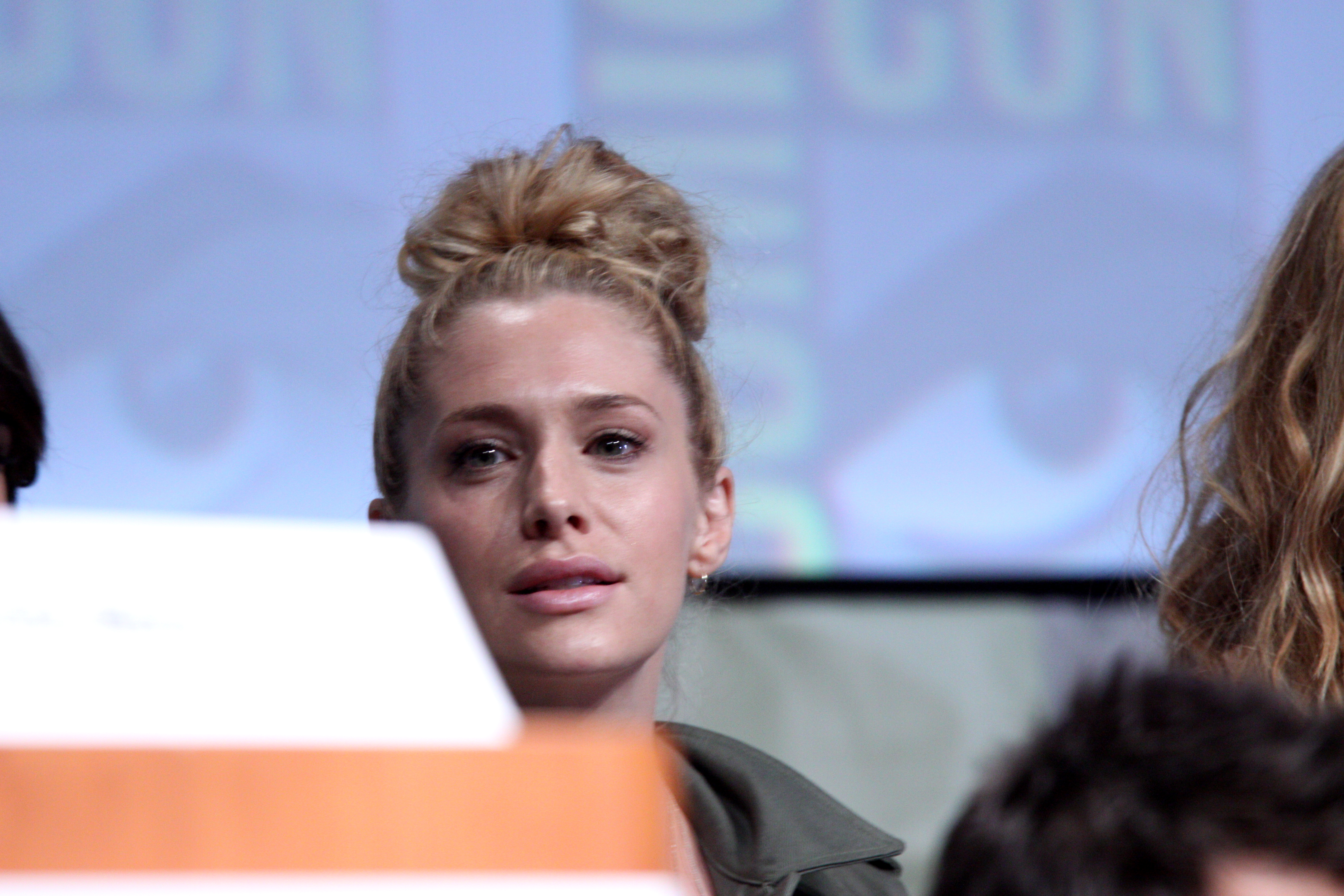
Casey LaBow interpreta Maggie Bunker.
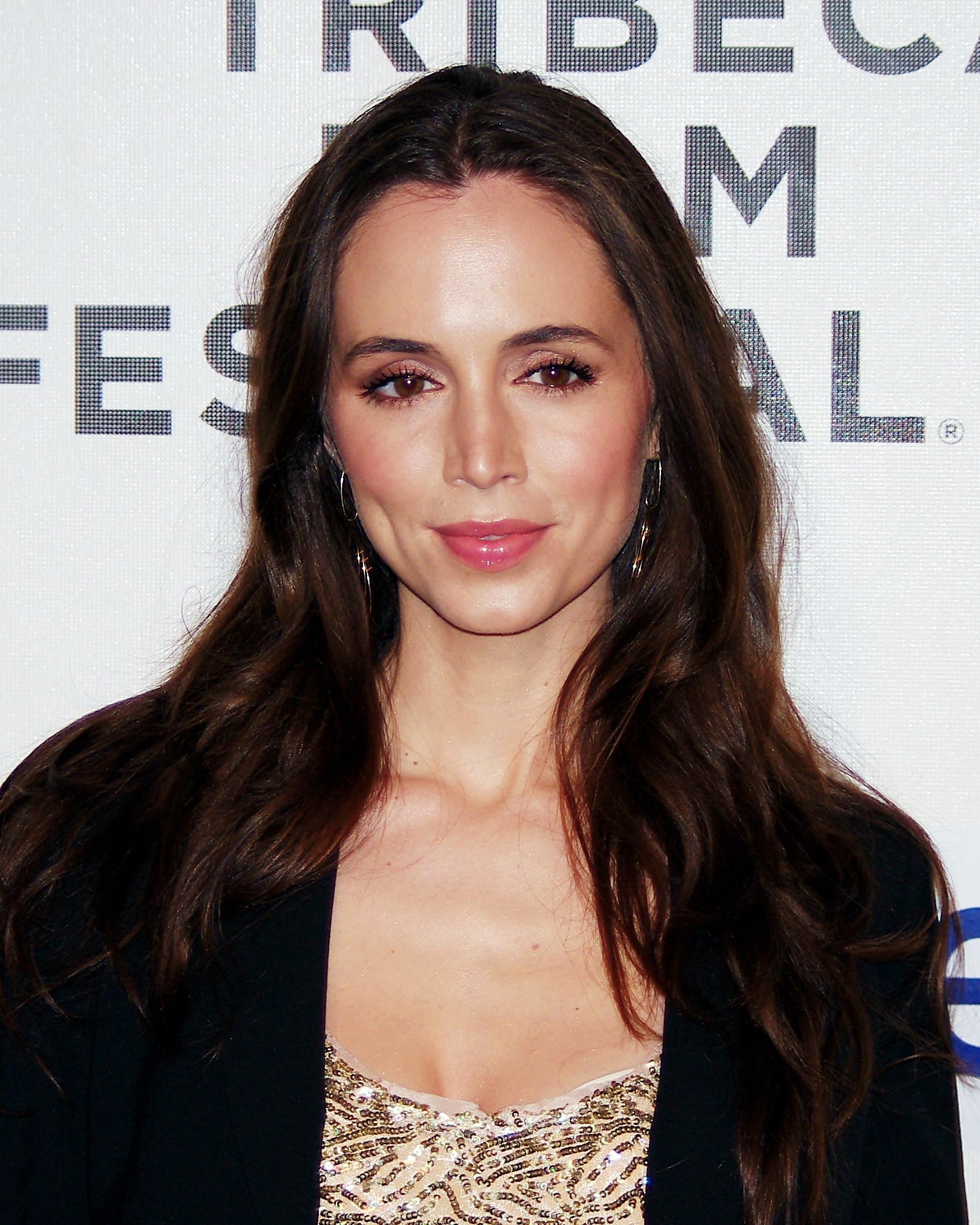
Eliza Dushku interpreta Veronica Dawson.
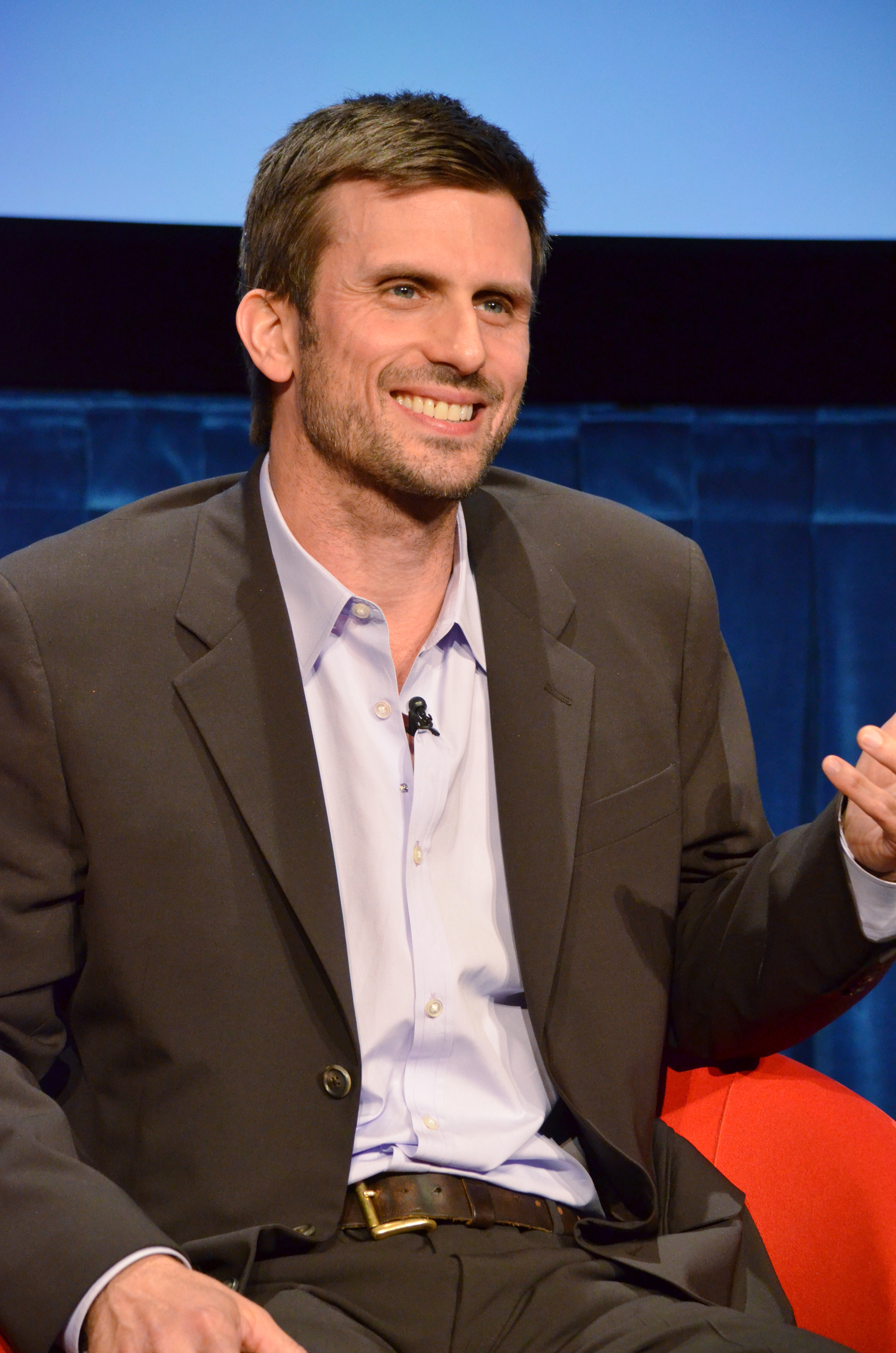
Frederick Weller interpreta Declan Bode.
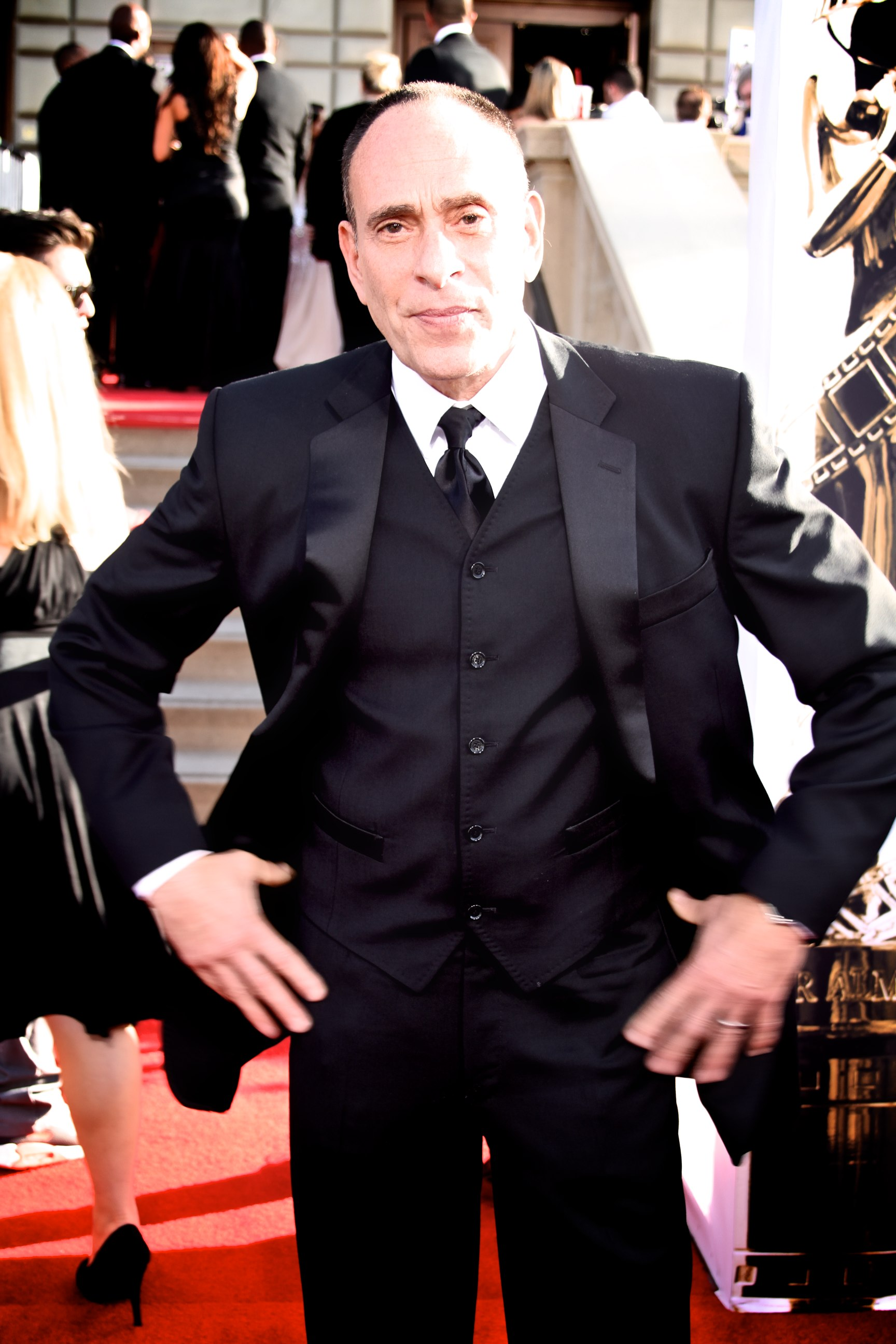
Nestor Serrano interpreta Emilio Loera.

## Produzione
La serie iniziò ad essere sviluppata nell'estate del 2011 per il network via cavo Cinemax, che ne approvò la produzione di dieci episodi il 25 gennaio 2012.

### Sceneggiatura e regia
La serie è stata scritta da Jonathan Tropper e David Schickler (episodi 1x01, 1x02, 1x03, 1x04, 1x05, 1x06, 1x09, 1x10), David Schickler (episodi 1x07 e 2x02), Jonathan Tropper (episodi 1x08, 2x01, 2x09, 2x10, 3x01, 4x01, 4x08), Evan Dunsky (episodi 2x03, 2x04), John Romano (episodi 2x05, 2x06), Doug Jung (ep. 2x07, 2x08), Halley Gross (episodio 3x02), Justin Britt-Gibson (episodi 3x03, 3x04), Adam Targum (episodi 3x05, 3x06, 4x02, 4x07), Christopher Kelley (episodi 3x07, 3x08), Jennifer Ames e Steve Turner (episodi 3x09, 3x10), Liz Sagal (4x03, 4x05) e Chad Feehan (episodi 4x04, 4x06).
La regia è invece affidata a Greg Yaitanes (episodi 1x01, 1x04, 1x08, 2x01, 2x02, 2x09, 2x10, 3x07, 3x08), SJ Clarkson (episodi 1x02, 1x05), OC Madsen (episodi 1x03, 1x06, 2x03, 2x04, 3x05, 3x06, 4x01, 4x02, 4x07, 4x08), Dean White (episodio 1x06), Miguel Sapochnik (episodi 1x09, 1x10), Babak Najafi (episodi 2x05, 2x06), Loni Peristere (episodi 2x07, 2x08, 3x01, 3x02, 3x09, 3x10, 4x05), Magnus Martens (episodi 3x03, 3x04), Everardo Gout (episodi 4x03, 4x04) e Jonathan Tropper (episodio 4x06).
Tra i produttori esecutivi vi è Alan Ball, creatore della serie televisiva True Blood, Peter Macdissi e il regista Greg Yaitanes.

### Casting
Il casting si svolse principalmente nel marzo 2012. Il 2 marzo furono ingaggiati Matt Servitto, per il ruolo del vice-sceriffo Brock Lotus; Trieste Dunn, per il ruolo della sua collega Siobhan Kelly; e Daniel Ross, per il ruolo del giovane sindaco Dan Kendall. L'8 marzo Frankie Faison si unì al cast per interpretare Sugar Bates, proprietario di un locale ed ex detenuto. Nei giorni seguenti furono ingaggiati anche Antony Starr, per il ruolo del protagonista Lucas Hood; Ivana Miličević, per il ruolo di Carrie Hopewell, sua ex amante e complice; Ulrich Thomsen, per il ruolo di Proctor; e Hoon Lee, un hacker che aiuta il protagonista nel furto d'identità. Il 26 marzo fu ingaggiato Rus Blackwell, per il ruolo del procuratore e marito di Carrie; il 30 marzo Ryann Shane e Ben Cross, per i ruoli di Deva Hopewell e Mr. Rabbit; e il 10 aprile Lili Simmons, per il ruolo di Rebecca Bowman.
Per la terza stagione, nel mese di aprile 2014 Langley Kirkwood si unì al cast principale, per il ruolo del colonnello Douglas Stowe, mentre per interpretare personaggi ricorrenti furono ingaggiati anche Meaghan Rath, Chaske Spencer e Tom Pelphrey.

### Riprese
Il 1º maggio 2012 a Charlotte, nella Carolina del Nord, iniziarono le riprese.

### Programmazione
La prima stagione, composta da dieci episodi, debuttò l'11 gennaio 2013. Il 29 gennaio 2013 Cinemax rinnovò Banshee per una seconda stagione di dieci episodi, in onda dal 10 gennaio 2014. Il 30 gennaio 2014 venne annunciata la produzione di una terza stagione di dieci episodi, la quale ha debuttato nel 2015. In data 12 febbraio 2015, la serie è stata rinnovata per una quarta e ultima stagione di otto episodi.